# Mario Delpini
Mario Enrico Delpini (* 29. července 1951 Gallarate) je italský římskokatolický duchovní a arcibiskup milánský.

## Život
Narodil se 29. července 1951 v Gallarate.
Vstoupil do arcibiskupského kněžského semináře milánské arcidiecéze ve Venegono Inferiore. Dne 7. června 1975 byl kardinálem Giovanni Colombem vysvěcen na kněze. Stal se profesorem v menším semináři v Sevesu a poté ve Venegono Inferiore. Roku 1980 absolvoval studium klasické literatury na Katolické univerzitě Nejsvětějšího Srdce a na Papežské teologické fakultě Severní Itálie získal licenciát z teologie. Studoval též v Římě, kde pobýval v Papežském lombardském semináři a získal diplom na Papežském patristickém institutu Augustinianum. Díky těmto studiím začal vyučovat řečtinu a patristiku v arcibiskupském semináři. Roku 1989 byl ustanoven rektorem menšího semináře.
Vyučoval také na Papežské teologické fakultě Severní Itálie a roku 2000 se stal rektorem arcibiskupského semináře. O šest let později působil jako biskupský vikář pro pastorační zónu VI. Melegnano. Dne 13. července 2007 jej papež Benedikt XVI. jmenoval pomocným biskupem milánské arcidiecéze a titulárním biskupem ze Stephaniacumu. Biskupské svěcení přijal 23. září z rukou kardinála Dionigi Tettamanziho a spolusvětiteli byli arcibiskup Francesco Coccopalmerio, biskup Marco Virgilio Ferrari, biskup Renato Corti a biskup Giuseppe Betori.
Od roku 2012 byl generálním vikářem arcidiecéze a 21. září 2014 mu byla svěřena formace kléru arcidiecéze.
Dne 7. července 2017 byl papežem Františkem ustanoven metropolitní arcibiskupem milánským a 29. června následujícího roku obdržel od papeže pallium.